# Колипа
Колипа (исп. Colipa) — город в Мексике, входит в штат Веракрус, административный центр одноимённого муниципалитета.